# Florian-Parmentier
Florian-Parmentier, de son vrai nom Ernest Florian Parmentier et connu également sous le pseudonyme de Serge Gastein, né le 15 mai 1879 à Valenciennes et mort le 30 juillet 1951 à Marigny-sur-Yonne, est un romancier, poète, critique d'art, journaliste et peintre français.

## Biographie

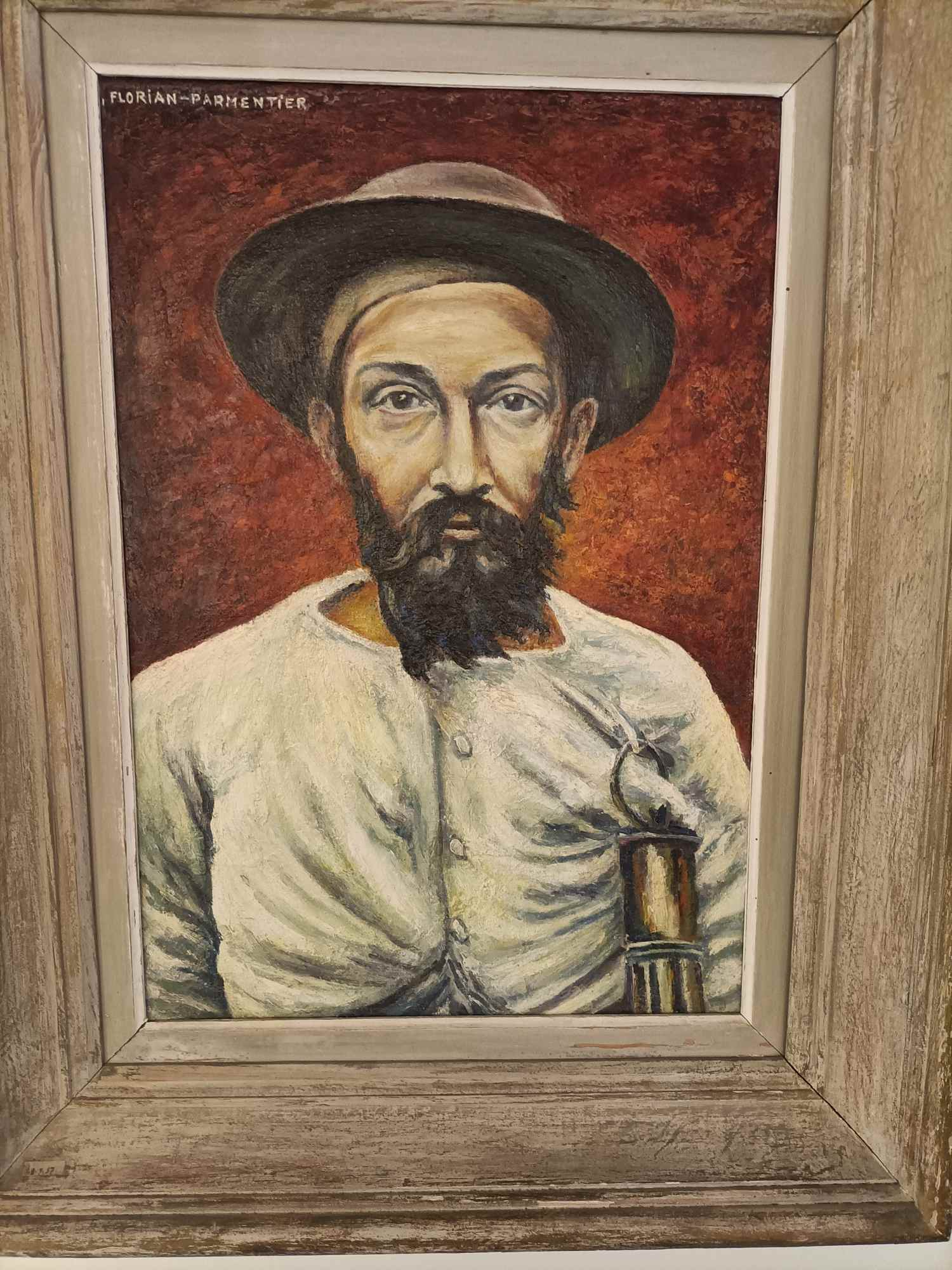
Jules Mousseron, le poète-mineur (Musée de Denain, don de la famille Mousseron en 1948). Signé en haut à gauche.

## Œuvres
- Toutes Les Lyres [Anthologie Critique Des Poètes Contemporains]
- Littérature & L'Époque ; Histoire de La Littérature Française de 1885 a Nos Jours
- Rêveries et frissonnements, sylves, harmonies sauvages, refrains des villes, le chant du barde, L. Vanier (1899)
- La Physiologie Morale Du Poète, 1905
- Le Défi suprême, pièce à dire, Gastein-Serge (1908)
- Entre la vie et le rêve, 1896-1904, Maison d'éditions de l'impulsionnisme (1908)
- Les Deux vengeances, roman-théâtre en 3 parties, Gastein-Serge, 1908
- La Sorcellerie devant les temps modernes, Gastein-Serge, 1908
- Jean-Baptiste Carpeaux, H. Fabre (1910)
- Le Génie, par Florian-Parmentier., Préface de Sébastien-Charles Leconte, éditions du Fauconnier (1922)
- Le moulin du rôleur - contes du val des cygnes et du hainaut, 1925
- Camille Spiess et sa psycho-Synthèse, 1928
- L'ouragan. toute la guerre du côté français 1914-1919, 1930
- La mort casquée ou la paix à l'ombre de la guerre, Fasquelle, 1931
- La lumière de l'aveugle ou le miracle de la vie intérieure, 1931
- L'Abîme, roman, 1934
- Les romans de nugesser, Dupont Paul (1er janvier 1946)
- Le règne de la bête ou la tragique et sublime épopée de 1939 -1946, Pierre Clairac, 1948dédicacé à sa femme, la poétesse Claude Jonquière